# Typarm

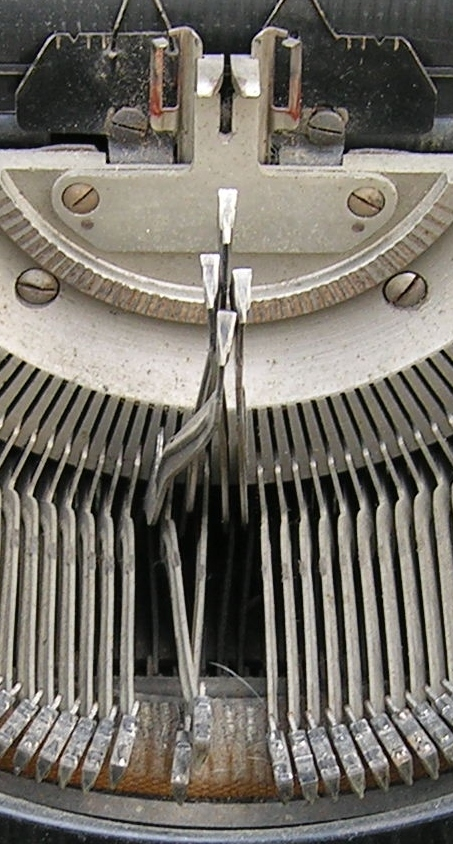
Typarmar.

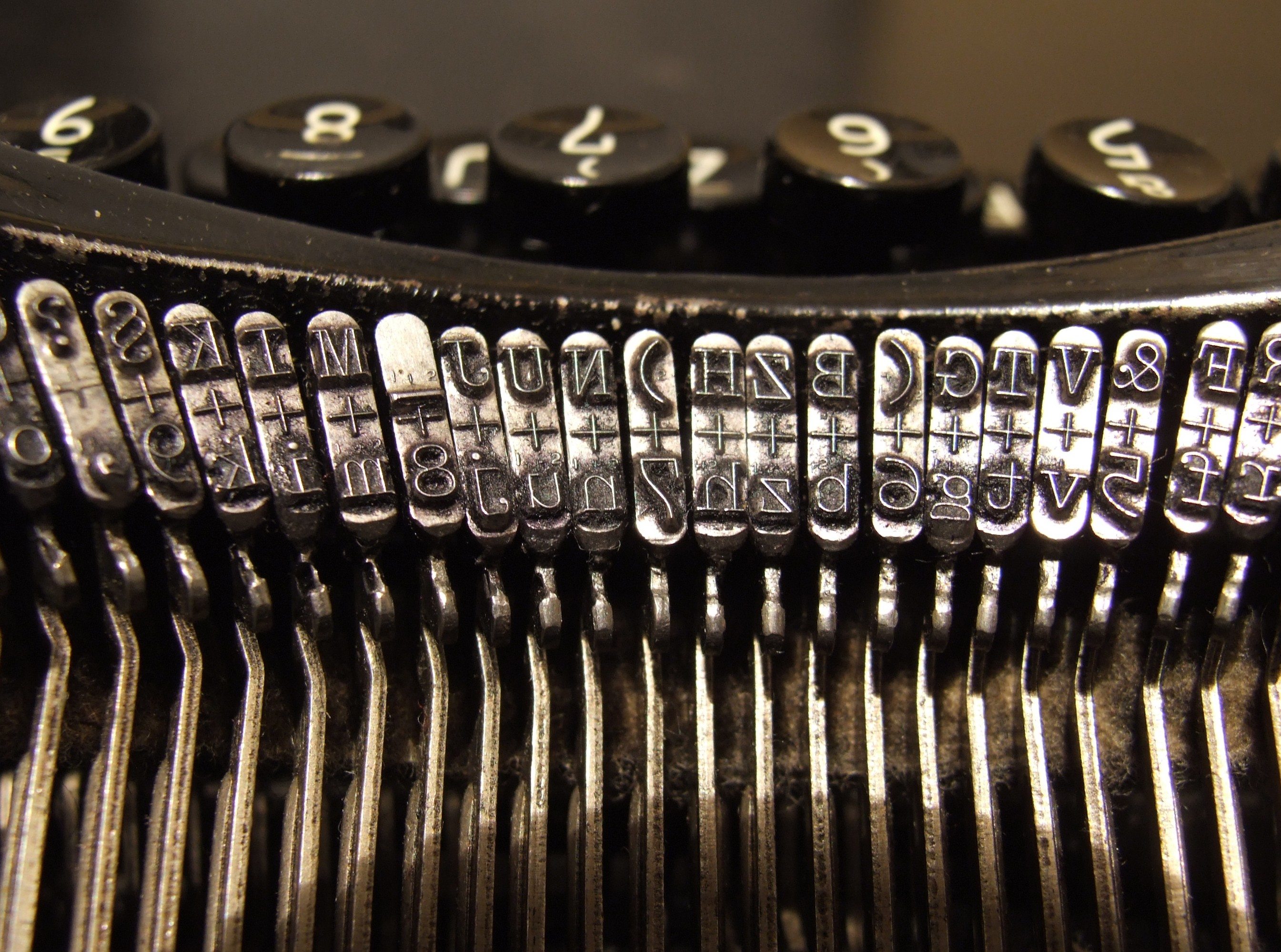
Typarmar i närbild.

Typarm är en del av den typ av mekaniska skrivmaskiner, som var de allmänt förekommande under större delen av 1900-talet.
Typarmarna (av vilken det finns en för varje tangent) sitter samlade i en korg. Varje typarm har ett huvud där de två trycktyper (stor och liten bokstav eller siffra och specialtecken) som kan åstadkommas av armen finns. Med typarmskorgen i normalläge får man små bokstäver eller siffror. För att få stor bokstav eller specialtecken trycker man ner SHIFT-tangenten varvid typarmskorgen pressas ned och typarmshuvudet får ett nytt läge. Vid tryckning på en teckentangent, förs typarmshuvudet med stor kraft mot färgbandet och det bakomliggande papperet som ligger an mot en gummivals. Trycktypen lämnar avtryck på papperet och typarmen återgår därefter till viloläget. En mekanism stegar samtidigt fram valsen ett teckenavstånd.